# Иерусалимская премия
Иерусалимская премия (ивр. פרס ירושלים‎) — литературная награда писателям, которые своим творчеством отстаивают свободу индивидуума в обществе. C 1963 года присуждается Международной книжной ярмаркой в Иерусалиме один раз в два года.

## Лауреаты премии
- 1963 —  Бертран Рассел (1872—1970)
- 1965 —  Макс Фриш (1911—1991)
- 1967 —  Андре Шварц-Барт (1928—2006)
- 1969 —  Иньяцио Силоне (1900—1978)
- 1971 —  Хорхе Луис Борхес (1899—1986)
- 1973 —   Эжен Ионеско (1909—1994)
- 1975 —  Симона де Бовуар (1908—1986)
- 1977 —  Октавио Пас (1914—1998)
- 1979 —  Исайя Берлин (1909—1997)
- 1981 —  Грэм Грин (1904—1991)
- 1983 —  Видиадхар Сураджпрасад Найпол (1932—2019)
- 1985 —  Милан Кундера (1929-2023)
- 1987 —  Джон Максвелл Кутзее (р. 1940)
- 1989 —  Эрнесто Сабато (1911—2011)
- 1991 —  Збигнев Херберт (1924—1998)
- 1993 —  Стефан Гейм (1913—2001)
- 1995 —   Марио Варгас Льоса (р. 1936)
- 1997 —   Хорхе Семпрун (1923—2011)
- 1999 —  Дон Делилло (р. 1936)
- 2001 —  Сьюзен Зонтаг (1933—2004)
- 2002 —  Альфред Фараг (1929—2005)
- 2003 —  Артур Миллер (1915—2005)
- 2005 —  Антонио Лобо Антунеш (р. 1942)
- 2007 —  Лешек Колаковский (1927—2009)
- 2009 —  Харуки Мураками (р. 1949)
- 2011 —  Иэн Макьюэн (р. 1948)
- 2013 —  Антонио Муньос Молина (р. 1956)
- 2015 —  Исмаил Кадаре (1936—2024)
- 2017 —  Карл Уве Кнаусгор (р. 1968)
- 2019 —  Джойс Кэрол Оутс (р. 1938)
- 2021 —  Джулиан Барнс (р. 1946)